# Saghru Band
Saghru Band (en amazigh : Saɣru Band - ⵙⴰⵖⵔⵓ ⴱⴰⵏⴷ) est un groupe musical marocain, originaire de Mellab, un village berbère, dans la province d'Errachidia (ancienne province de Ksar Es-souk ou Imteghren en berbère).

## Toponyme
Le choix du toponyme Saghru est tout un symbole et un programme pour les cinq artistes berbères. Saghru est une montagne de l'Anti-Atlas, l'Adrar Saghro, qui fut le théâtre d'une âpre bataille entre les habitants de la région, les Aït Atta, commandés par un certain Assou Oubaslam, et l'armée française pendant la colonisation du pays. Ces guerriers amazighs, avec des moyens modestes, infligent une défaite aux soldats français. Le peuple berbère, comme le signifie ce vocable Amazigh, s'est toujours défini comme un peuple libre et fier, rejetant toute forme de soumission ; les Amazighs avaient déjà démontré la même résistance face à l'occupation romaine, aux conquêtes arabes au Ve siècle et la colonisation française et espagnole. Étant les habitants autochtones du Maroc, les Amazighes s'estiment lésés quant aux fruits du développement économique depuis l'indépendance du pays dont ils étaient les véritables acteurs du terrain. Selon eux, l'élite arabophone (arabisée) a accaparé le mérite et, par conséquent, les rênes du pouvoir au détriment de la population amazighophone qui vit enclavée dans des régions montagneuses inhospitalières[réf. nécessaire]. Ce nom de Saghru Band renvoie donc à toutes ces valeurs et ces frustrations du peuple berbère.
Ce groupe choisit la chanson à texte comme moyen de traduire et raconter son quotidien : des choses vues et vécues. Les Saghru Band départent de la dimension folklorique, souvent associée à la culture berbère, pour lui donner une dimension plus large, plus profonde, et plus universelle, dénonçant les injustices et les travers de la société.

## Histoire
Le groupe se fait connaître en 2006, grâce à ses rythmes, à ses paroles engagées. Le texte mêle des thématiques à la fois sociales et politiques mais aussi intimistes. Le thème principal reste tout de même l'évocation de la condition Amazigh (Berbère). L'originalité du groupe Saghru Band réside dans le brassage instrumental et la maîtrise du texte composé en langue Amazighe : maniement d'images poétiques fulgurantes et sonorités envoûtantes.
N'Ba décède en 2011, marquant ainsi la fin du groupe,.

## Style musical
Le style musical de Saghru Band fait la synthèse entre les différents instruments, et la musique traditionnelle amazighe. Les sonorités entremêlées des guitares, flûtes et autres darbouka, caractérisent la musique de Saghru Band. Les chansons de Saghru est une euphonie de musique amazighe et des musiques du monde. Saghru s'inspire premièrement de ahidous et les arts traditionnels purement berbères et en suite des autres styles musicaux internationaux tels que la country, le slow[Quoi ?], le rock, etc. L'objectif étant d’amener la musique amazighe sur la scène musicale internationale et être à la hauteur de ses ambitions.

## Membres
- N'Ba : le défunt M'barek Oularbi, l'ancien leader du groupe, se découvre une véritable passion pour les arts depuis son plus jeune âge: la peinture, la guitare, la composition, l’animation et la poésie. Son intelligence, son environnement familial et le contact des autres artistes l’initient très tôt à l'expression artistique. Influencé par des artistes tels que Mallal, Idir, Bob Dylan et autres, il commence à composer ses premiers morceaux. Il chantait entre amis, au lycée, dans le cadre des associations culturelles, puis à l'université. Quelques années plus tard, le jeune artiste diplômé en droit public français et en littérature, fonde le groupe Saghru Band, groupe de musique moderne engagée et crée ensuite avec le groupe Mallal un style qui leur est unique: Amun Style.

- Khaled : né en 1986 à Mellab, Khaled Oularbi, frère du défunt N'Ba, est le nouveau leader du groupe. Il est également passionné de musique dès son jeune âge ; le jeune compositeur et interprète est l’un des éléments fondamentaux de Saghru Band. Il joue plus de trois instruments et reste fidèle dans sa poésie aux thèmes de l’amour, l’exil, l’envie, la beauté et l’humanisme.

## Discographie
- 2007 : Muha
- 2008 : Tilelli
- 2009 : Awes-i tala
- 2010 : No borderline
- 2011 : Imettinen : atig n tudert